# Manzoor Hussain Atif
Manzoor Hussain Atif (Gujrat, 4 de septiembre de 1928 – Rawalpindi, 8 de diciembre de 2008) fue un jugador de hockey hierba pakistaní. Ganó la medalla de oro en los Juegos Olímpicos de Roma 1960 y plata en Melbourne 1956 y Tokio 1964.
Atif comenzó como soldado en las Fuerzas Armadas de Pakistán done consiguió el rango de Brigadier antes de retirarse. Después de retirarse como jugador, ocupó los cargos de Secretario de la Federación de Hockey de Pakistan durante 11 años y vicepresidente de la Federación Asiático de Hockey de 1982 a 2001